# Pháp Luân Công tại Việt Nam
Phong trào luyện tập Pháp Luân Công ở Việt Nam xuất hiện khoảng 7 hay 8 năm sau khi phong trào này xuất hiện lần đầu tiên tại Trung Quốc vào năm 1992. Đến năm 2011, số lượng người tham gia tập luyện đã tăng hơn 1500 người và tính đến năm 2016 có rất nhiều người tu luyện, rất nhiều điểm tập luyện Pháp Luân Công xuất hiện ở các công viên ở Việt Nam.
Theo RFA và Đại Kỷ Nguyên, chính phủ Việt Nam vẫn chưa ban hành thêm một văn bản công khai nào nói về quan điểm của họ đối với môn tập luyện Pháp Luân Công và những người dân Việt Nam đang luyện tập môn này. Tuy vậy, trong một văn bản lưu hành nội bộ của Bộ công an vào năm 2009 được tung lên mạng có viết: "Hoạt động tuyên truyền phát triển Pháp luân công ở Việt Nam gắn với các hoạt động tuyên truyền chống Đảng cộng sản, chính phủ Trung Quốc, ảnh hưởng trực tiếp đến quan hệ đối ngoại Việt Nam – Trung Quốc. Xác định Pháp luân công là một tổ chức tà đạo, chính phủ và lãnh đạo Bộ Công an chỉ đạo ngăn chặn Pháp luân công ở nước ta, tránh phức tạp với Trung Quốc và nội bộ".
Tại Việt Nam, trong một buổi trả lời câu hỏi của phóng viên liên quan đến một bài viết của BBC về Pháp Luân công ở Việt Nam, trong vai trò người phát ngôn Bộ Ngoại giao năm 2009, ông Lê Dũng trả lời: Hiện tại ở Việt Nam không có Pháp Luân công. Hoạt động rèn luyện sức khỏe của người dân được tôn trọng trên cơ sở tuân thủ luật pháp Việt Nam. Tuy vậy, Việt Nam đã xử tù hai người học Pháp Luân Công vì hành vi phát sóng thông tin của Đài 'Tiếng nói Hy vọng' sang Trung Quốc khi chưa có giấy phép, cùng với đó Công an một số tỉnh thành tại Việt Nam cũng xử phạt hành chính một số học viên Pháp Luân Công do phân phát tài liệu tuyên truyền về Pháp Luân Công.

## Lịch sử
Tại Việt Nam, RFA cho biết nhiều cá nhân theo Pháp Luân Công cho biết hai người Việt đầu tiên tập Pháp Luân Công trong nước là Nguyễn Nam Trung ở Sài Gòn và Trần Ngọc Trí ở Hà Nội. Thông qua Internet, cả hai người biết đến bộ môn này. Khi đang theo học ở Hoa Kỳ, khoảng năm 1998, Nguyễn Nam Trung đã bắt đầu tập Pháp Luân Công. Còn vào năm 2000, Trần Ngọc Trí mới biết đến Pháp Luân Công.

## Truyền thông
Báo Sài Gòn Đầu tư Tài chính (tờ báo của Đảng bộ Tp. Hồ Chí Minh) đã viết một bài khá chi tiết về cáo buộc của chính phủ Hoa Kỳ rằng Nhà nước Trung Quốc đã bao che cho việc mổ lấy nội tạng của những người tập Pháp Luân Công tại nước này, trong đó có những cáo buộc của 180 thành viên lưỡng đảng của Nghị viện Hoa Kỳ đối với hoạt động thu hoạch tạng trái phép được bao che bởi Nhà nước Trung Quốc.
Báo Gia Lai (tờ báo của Đảng bộ tỉnh Gia Lai) ngược lại cho rằng Pháp Luân Công là tà đạo vào năm 2017. Bài viết được website của Đài Truyền hình Công an Nhân dân (ANTV) đăng tin lại và sau đó cả hai Báo Gia Lai, ANTV đều gỡ bài và không có thông báo chính thức nào được đưa ra cho hành động trên. Mặc dù như vậy nội dung tái bản của bài báo vẫn còn đăng trên báo công an Thành phố Đà Nẵng và Cổng thông tin điện tử Công an tỉnh Quảng Ngãi.
Năm 2018, Tạp chí Văn hóa và đời sống có bài viết "Tập Pháp Luân Công chữa bệnh hiểm nghèo: Phản khoa học, phi thực tế", bài báo cho rằng đã có 2 trường quá tin vào Pháp Luân Công sẽ chữa được bách bệnh nên đã không đi chữa trị tại bệnh viện, dẫn đến hậu quả tử vong, đó là trường hợp của bà Nguyễn Thị D (khu phố Ái Sơn, phường Đông Hải, TP Thanh Hóa) bị suy thận, và ông Lê Xuân Mậu (Hậu Lộc, Thanh Hóa) bị viêm gan B.
Năm 2018, Mặt trận Tổ quốc thị xã Đông Hà (Quảng Trị) có bài khuyến cáo người dân cảnh giác với hoạt động của Pháp luân công, bởi giáo phái này đã có nhiều hoạt động gây rối trật tự công cộng, vi phạm pháp luật Việt Nam, tiêu biểu nhất là việc 1 nhóm học viên Pháp Luân công có kế hoạch kéo đổ tượng Lenin ở Hà Nội nhưng bất thành.
Tháng 5/2019, báo Công an thành phố Đà Nẵng dẫn thông tin từ báo chí Trung Quốc, trong đó xếp Pháp Luân Công nằm trong danh sách 11 tà giáo nguy hiểm nhất nước này. Chính phủ Trung Quốc cho rằng Pháp luân công đã giảng dạy những điều mê tín như "có bệnh không cần uống thuốc, chỉ kiên trì luyện tập là khỏi", đồng thời thực hiện những hành vi phá hoại an ninh, tấn công những cá nhân có ý kiến phản đối Pháp luân công, và vu cáo chính phủ Trung Quốc mổ lấy nội tạng người tập luyện Pháp luân công.

## Các vụ việc liên quan đến Pháp Luân Công
Theo BBC, nhiều buổi tụ tập của những người tập Pháp Luân Công tại Việt Nam đều bị giải tán và Pháp Luân Công chưa được hoạt động hợp pháp tại Việt Nam.
Tính đến năm 2017, Việt Nam không có bất kỳ văn bản pháp luật nào cấm thực tập hoặc giới thiệu Pháp Luân Công, và không có bất kỳ một văn bản chính thức hay luật định, hoặc văn bản có giá trị pháp lý tương đương công khai nào nói về chủ trương đường lối của nhà nước Việt Nam đối với vấn đề Pháp Luân Công.

### Giải tán đám đông
Trong tháng 8 năm 2016, các học viên tập luyện Pháp Luân Công tại công viên Thống Nhất, Hà Nội bị nhân viên bảo vệ và những người lạ mặt phá rối, không cho tập luyện.
Vào lúc 5 giờ sáng Chủ Nhật ngày 02/07/2017, khoảng 40 người tập Pháp Luân Công cùng tập luyện tọa thiền tại khu vực tháp Trầm Hương, bên bờ biển thành phố Nha Trang, một nhóm công an xuất hiện yêu cầu giải tán và mời về phường làm việc.
Một đoạn video lan truyền trên các trang mạng xã hội ghi lại hình ảnh những học viên tập luyện Pháp Luân Công lên tiếng từ chối lời mời của công an trong lúc họ đang tập luyện. Sau đó, 16 người tập Pháp Luân Công bị những người mặc sắc phục lẫn thường phục dùng vũ lực bắt lên xe và đưa về đồn công an phường Lộc Thọ.
Theo thông tin Đài Á Châu Tự Do ghi nhận được, nhóm 16 học viên tập luyện Pháp Luân Công bị giữ cho đến tầm 3 giờ chiều cùng ngày. Công an phường Lộc Thọ thu giữ sách và điện thoại của họ; đồng thời yêu cầu họ ký vào văn bản để xin lấy lại điện thoại cá nhân. Tuy nhiên, những học viên Pháp Luân Công này đã không ký vào biên bản để nhận lại tài sản đã bị tịch thu của mình, một số người đã bị đánh đập bằng dùi cui điện, giày và bị xịt hơi cay.

### Học viên bị kết án tù
Ngày 11 tháng 10 năm 2011, dưới áp lực của Trung Quốc hai học viên Pháp Luân Công Vũ Đức Trung và Lê Văn Thành đã bị tòa án nhân dân thành phố Hà Nội tuyên án tù ba và hai năm tù giam vì đã phát chương trình ‘Tiếng nói Hy vọng’ sang lãnh thổ Trung Quốc bằng làn sóng phát thanh ngắn hồi tháng 4 năm 2009. Cáo trạng cho rằng việc phát sóng trái phép các thông tin của các bị cáo đã xâm phạm nghiêm trọng trật tự quản lý Nhà nước về Bưu chính Viễn thông.

### Công an một số tỉnh thành ngăn chặn phân phát tài liệu Pháp Luân Công
Ngày 07/05/2010, Báo Công an Nhân Dân đưa tin Phòng An ninh xã hội Công an tỉnh Vĩnh Long phối hợp cùng Đội An ninh Công an TP Vĩnh Long tiến hành kiểm tra và bắt Trần Quốc Sơn (26 tuổi, tạm trú Tp. Hồ Chí Minh) đang phát tờ rơi và băng đĩa “Pháp Luân Công” tại Khoa Nhi Bệnh viện Đa khoa Vĩnh Long và Công an Tp. Vĩnh Long đã đề nghị UBND Tp. Vĩnh Long ra quyết định xử phạt hành chính 14 triệu đồng đối với Trần Quốc Sơn về hành vi được cho là "vi phạm pháp luật trên lĩnh vực hoạt động báo chí, xuất bản tuyên truyền tà đạo".
Ngày 24/9/2013, Công an huyện Krông Ana, Đắc Lắc bắt giữ Đặng Thị Hoa (1988, huyện Tĩnh Gia, Thanh Hóa) khi đi tuyên truyền Pháp luân công với 38 cuốn sách có tựa đề "Giới thiệu về Pháp luân đại pháp"; 1 cuốn sách "Pháp luân phật pháp đại viên mãn", 1 cuốn "Chuyển pháp luân", 1 tờ rơi "Tuần báo Minh Huệ" và 13 đĩa DVD hướng dẫn về luyện tập "Pháp luân công".
Ngày 25 tháng 4 năm 2014, CA tỉnh Vĩnh Phúc chỉ đạo các đơn vị nghiệp vụ, Công an các huyện, thành phố, thị xã xử lý các hoạt động lợi dụng Pháp Luân Công để tuyên truyền chống nhà nước.
Khoảng tháng 4 và 5 năm 2014, Báo Gia Lai đưa tin công an tỉnh Gia Lai thu hồi 883 tập tài liệu về Pháp Luân Công được phát ở trên địa bàn tỉnh này, nội dung sau đó đã bị gỡ bỏ
Ngày 21 tháng 6 năm 2016, Công an TP.Phan Rang - Tháp Chàm, tỉnh Ninh Thuận quyết định xử phạt hành chính Phạm Văn Mới (SN 1980, ở huyện Long Mỹ, Hậu Giang) và Nguyễn Thị Sen (SN 1974, trú Sơn Tây, Hà Nội) về hành vi bị coi là tuyên truyền trái phép tài liệu Pháp luân công.
Tháng 8 năm 2016, Công an tỉnh Kon Tum chỉ đạo các đơn vị nghiệp vụ, Công an các huyện, thành phố phối hợp cùng các đơn vị chức năng trên địa bàn của tỉnh này tăng cường kiểm tra, quản lý chặt chẽ và ngăn chặn việc phát tài liệu Pháp Luân Công
Ngày 27/9/2018, Công an huyện Nghĩa Đàn, tỉnh Nghệ An phát hiện, bắt giữ ông Trần Văn Chinh, sinh năm 1977, trú tại xóm Khe Bai, xã Nghĩa Hội, huyện Nghĩa Đàn đi tuyên truyền Pháp luân công. Khám nhà, công an thu giữ khoảng 15 kg sách, tờ phô tô A3 có nội dung liên quan đến Pháp luân công, 4 đài radio mở nhạc pháp luân công, 1 áo pháp luân công, 6 tấm lót, 9 bộ kê gỗ phục vụ thiền Pháp luân công.
Ngày 18/6/2019, Công an TP. Phan Thiết, Bình Thuận đã bắt giữ Lê Văn Tư (SN 1994), Nguyễn Thành Trung (SN 1983) và Nguyễn Văn Tuân (SN 1989) khi đi phát tờ rơi giới thiệu Pháp luân công tại công viên Hòa Bình, thuộc địa phận khu phố 6, phường Phú Thủy.
Vào 8 giờ 50 phút ngày 28/11/2019, Công an phường Đồng Tiến, Thái Nguyên bắt quả tang 4 phụ nữ đang có hành vi phát tán tài liệu Chuyển pháp luân tại khu quán trà Chanh 1991, gần khách sạn Hồng Châu, thuộc TDP An Bình, Phường Đồng Tiến.
Ngày 16/12/2019, Công an huyện Ba Chẽ, tỉnh Quảng Ninh đã phát hiện, ngăn chặn Đặng Thị Hậu (SN 1993, trú tại thôn Làng Han, xã Đồn Đạc, huyện Ba Chẽ) có ý định lôi kéo, tuyên truyền, phát tán tài liệu Pháp luân công tại địa bàn thị trấn Ba Chẽ.
10h ngày 13/2/2020, Công an TP Móng Cái, Quảng Ninh phát hiện nhóm người do Đỗ Thu Hà (SN 1959, phường Trần Phú, TP Móng Cái), Nguyễn Thị Lũy (SN 1973) và Nguyễn Đình Hiền (SN 1966), Lê Thị Liên (SN 1975, cùng trú tại phường Trần Phú, TP Móng Cái); Nguyễn Thị Vy (SN 1970, phường Ka long, TP Móng Cái đang tuyên truyền, phát khẩu trang kèm theo vật phẩm sách hoa sen về Pháp luân công.
11h ngày 12/3/2020, Đồn Biên phòng Cửa khẩu quốc tế Nậm Cắn, Nghệ An phối hợp với Công an huyện Kỳ Sơn và Công an xã Tà Cạ phát hiện, bắt giữ Nguyễn Thì Hòa, quê quán xã Xuân Hòa, huyện Xuân Trường, tỉnh Nam Định, trú tại bản Sơn Thành, xã Tà Cạ, huyện Kỳ Sơn (Nghệ An) do lưu trữ và phát tán tài liệu Pháp luân công.
Ngày 24/3/2020, Công an TP Đồng Xoài phát hiện Nguyễn Thành Chương, 58 tuổi và vợ là Lê Thị Oanh, 50 tuổi, cùng trú KP.5, P.Tân Đồng, TP.Đồng Xoài phát tán tài liệu, vật phẩm có nội dung về “Pháp luân công” cho khoảng 250 người đến nhận cơm từ thiện tại “Bếp cơm tình thương” - Bệnh viện Đa khoa tỉnh Bình Phước.
Ngày 28/3/2020, Công an huyện Quảng Ninh, tỉnh Quảng Bình phát hiện tại nhà chị Nguyễn Thị Thanh (sinh năm 1982, ở tại thôn Xuân Hải, xã Hải Ninh, huyện Quảng Ninh) tổ chức tụ tập đông người tập luyện Pháp luân công. Lực lượng chức năng yêu cầu mọi người giải tán, cam kết không tụ tập đông người trong đợt dịch Covid-19.
Ngày 30/3/2020, Công an thành phố Hà Tĩnh phối với với Phòng An ninh đối nội Công an Hà Tĩnh cũng phát hiện, bắt giữ Phạm Xuân Quốc (SN 1966), trú tại số nhà 167 đường Nguyễn Du, phường Nguyễn Du (TP Hà Tĩnh) sử dụng xe ô tô mang biển kiểm soát 38A-20.006 vận chuyển 600 khẩu trang y tế và 596 tài liệu liên quan đến Pháp luân công. Ngày 6.4.2020, Công an thị xã Hồng Lĩnh cho biết đã phát hiện bà T.T.H (sinh năm 1957) và L.T.H. (sinh năm 1960) đều trú tại phường Nam Hồng, thị xã Hồng Lĩnh tổ chức tuyên truyền, phát tài liệu Pháp luân công. Hai người phụ nữ này có tuyên truyền việc tập luyện Pháp Luân Công có thể điều trị bách bệnh, kể cả dịch bệnh COVID-19. Chiều 6-4, Công an thị xã Hồng Lĩnh (Hà Tĩnh) đã ra quyết định xử phạt hành chính 1,5 triệu đồng mỗi người.
Ngày 3/4/2020, Công an huyện Diễn Châu, Nghệ An phát hiện, bắt quả tang bà Võ Thị Dung (SN 1955 trú tại xã Diễn Tháp), bà Cao Thị Kỳ (SN 1953 trú tại xã Diễn Hạnh) và bà Nguyễn Thị Nhu (SN 1941 trú tại xã Diễn Xuân) lợi dụng việc phát khẩu trang phòng dịch Covid-19 để tuyên truyền Pháp luân công.
Ngày 11/4/2020, Công an huyện Thái Thụy (Thái Bình) đã xử lý chị Lê Thị Liên (sinh năm 1985, trú thôn Thọ Cách, xã Thụy Quỳnh, huyện Thái Thụy) có hành vi phát tán tài liệu Pháp luân công tại chợ Diêm Điền, tuyên truyền Pháp luân công có thể chữa bách bệnh, thậm chí cả dịch bệnh COVID-19.
Ngày 12/4/2020, Công an TP Điện Biên Phủ (Điện Biên) triệu tập Giàng Thị Mỷ (58 tuổi), HKTT tổ 14, phường Mường Thanh, TP Điện Biên Phủ vì phát tán thẻ bình an của Pháp Luân Công và biểu tượng hoa sen với tuyên truyền rằng nếu mang theo thẻ và hoa sen bên mình thì mọi người sẽ được bảo vệ, che chở nên không bị mắc Covid-19.
Ngày 22/4/2020, Công an thành phố Vĩnh Long phối hợp cùng Phòng Văn hóa và thông tin thành phố Vĩnh Long, tỉnh Vĩnh Long xử phạt vi phạm hành chính đối với bà Lữ Thị Lệ, 41 tuổi, ngụ phường 3, thành phố Vĩnh Long về hành vi phát tán trái phép tài liệu Pháp luân công.
Ngày 27/6/2020, Huyện uỷ Vĩnh Linh công bố quyết định kỷ luật cách chức tất cả các chức vụ trong Đảng đối với ông Trần Hữu Dực, Bí thư chi bộ, Hiệu trưởng Trường THPT Cửa Tùng do đã phát tán tài liệu Pháp Luân Công và tụ tập nhiều người luyện tập Pháp Luân Công tại nhà riêng. Ông Dực đã xé biên bản làm việc với Ban Thường vụ Huyện ủy tại trụ sở Văn phòng Huyện ủy.
Ngày 18/7/2020, Công an xã xã Cẩm Vịnh (Cẩm Xuyên - Hà Tĩnh) đã phát hiện, xử lý một vụ tụ tập đông người truyền bá Pháp Luân Công trên địa bàn, với 28 người đang xem video “tu luyện” Pháp luân công, 2 tờ A4 ghi nội dung Pháp luân công và 3 cuốn sách truyền bá Pháp luân công.
Ngày 24/7/2020, phát thanh viên Đài Phát thanh-Truyền hình Hà Tĩnh, bà Nguyễn Lam Giang, đã bị cho nghỉ việc do bà dùng trang cá nhân để cổ võ chuyện tu tập Pháp Luân Công. Trang Facebook Lam Giang HTV đã đóng, tuy vậy, ảnh chụp màn hình một số post của bà Giang cho thấy bà đăng ảnh cầm sách “Chuyển Pháp Luân” kèm bình luận: “Niềm tin vào Phật Pháp và sống theo chân-thiện-nhẫn giúp tôi hạnh phúc mỗi ngày.”
Công an TP Hải Phòng thông báo ngày 9/8/2020, 2 đối tượng Khúc Thị Tr. (thường trú ở huyện Vĩnh Bảo) và Đỗ Thị Y. (thường trú ở huyện Tiên Lãng) có hành vi phát tán tài liệu Pháp luân công tại xã Giang Biên (huyện Vĩnh Bảo). Tiếp đến, ngày 11/8, lực lượng chức năng phát hiện trong xe của bà Nguyễn Thị Lệ Th. (thường trú quận Dương Kinh) có 1 nghìn tờ rơi Pháp luân đại pháp, 2 quyển “Thế giới cần có Chân – Thiện – Nhẫn” và 10 quyển “Pháp luân đại pháp”.
Ngày 25/8/2020, Phòng an ninh đối nội phối hợp với Công an phường Phạm Ngũ Lão, TP Hải Dương phát hiện bắt quả tang người phụ nữ tên Lê Thị Thoa, SN 1959, ở xã Minh Tân đang tuyên truyền Pháp Luân Công tại Ngõ 27, phố Bà Triệu, phường Bình Hàn.
Ngày 1/10/2020, Công an TP Cà Mau (Cà Mau) ra quyết định xử phạt vi phạm hành chính đối với bà N.T.G và bà N.T.H (cùng ngụ TP Cà Mau), về hành vi “Phát tán trái phép các sản phẩm in không phải là xuất bản phẩm”; đồng thời thu giữ tang vật liên quan đến việc tuyên truyền Pháp Luân Công.
Vào khoảng 6h20 sáng 2/12/2020, Công an huyện Thanh Miện, Hải Dương phát hiện bà Mạnh Thị Út (SN 1959, trú tại thị trấn Thanh Miện) đang phát hàng loạt móc chìa khóa có logo và link tới trang Pháp luân công cho học sinh tại khu vực cổng trường THCS thị trấn. Công an đã thu giữ toàn bộ 190 móc chìa khóa trên.
Ngày 29/12/2020, Công an huyện Tiên Yên, Quảng Ninh đã phát hiện bà Bùi Thị C, trú tại xã Đông Ngũ, huyện Tiên Yên cất giữ nhiều tài liệu tuyên truyền Pháp luân công bao gồm  40 quyển sách về Pháp luân đại pháp, 6 tờ rơi tuyên truyền PLC, 10 hoa sen nhựa có gắn dòng chữ "Pháp luân đại pháp hảo", "Chân thiện nhẫn". Bà C dã tự nguyện giao nộp lại các tài liệu trên.

### Sự kiện 4 người tự nhận theo Pháp Luân Công thông báo phá lăng Hồ Chí Minh
BBC đưa tin, trước ngày 3 tháng 2 năm 2014, bốn người Nguyễn Doãn Kiên, Vũ Hồng Tố, Nguyễn Văn Kiểm và Trinh Kim Khánh tự nhận là học viên Pháp Luân Công và thông báo trên mạng xã hội kế hoạch kéo đổ tượng Lenin và đập Lăng Hồ Chí Minh. Vào ngày 03/02/2014 nhóm người này đã mang theo búa ra Lăng Hồ Chí Minh và bị bắt trước khi thực hiện được ý định. Ngày 27 tháng 3 năm 2014, bốn người này đã bị tòa kết án 4 tới 6 năm tù vì tội gây rối trật tự công cộng và phá hoại công trình Nhà nước. Theo BBC, cả bốn người bị kết án đều tự nhận là theo Pháp Luân Công, nhưng báo Đại Kỷ Nguyên (thuộc sở hữu của Pháp luân công) thì phủ nhận bốn người này là học viên Pháp Luân Công.

### Khai giảng với ban nhạc Pháp Luân Công
Ngày 5 tháng 9 năm 2016, Trường THCS Lê Quý Đôn (quận Cầu Giấy, Hà Nội) đã thuê đoàn nhạc diễu hành Thiên Quốc để biểu diễn chào mừng trong ngày khai giảng.

### Bị Facebook khóa tài khoản tiếng Việt
Vào tháng 10 năm 2019, trang web kiểm tra thực tế Snopes đã báo cáo rằng Đại Kỷ Nguyên (trang web của Pháp luân công) có liên kết chặt chẽ với một mạng lớn các trang và nhóm Facebook có tên là The BL (Vẻ đẹp của cuộc sống) chuyên chia sẻ quan điểm ủng hộ Donald Trump và các thuyết âm mưu như QAnon. BL đã chi ít nhất 510.698 đô la cho quảng cáo trên Facebook. Hàng trăm quảng cáo đã bị xóa do vi phạm các quy tắc quảng cáo của Facebook. BL được đăng ký tại Middletown, New York, tới một địa chỉ cũng được đăng ký với Mạng phát thanh Âm thanh Hy vọng của Pháp Luân Công, nhưng Snopes nhận thấy "toàn bộ cửa hàng này thực sự là ngôn ngữ tiếng Anh ấn bản của trang Đại Kỷ Nguyên tiếng Việt Nam." Snopes phát hiện ra rằng The BL sử dụng hơn 300 hồ sơ Facebook giả mạo có địa chỉ tại Việt Nam và một số quốc gia khác, sử dụng tên, ảnh cổ trang và ảnh người nổi tiếng trong hồ sơ của họ để mô phỏng người Mỹ, để quản lý hơn 150 nhóm Facebook ủng hộ Trump khuếch đại nội dung của nó.
BL tập trung vào chính trị Mỹ nhưng một phần hoặc chủ yếu được quản lý từ Việt Nam. Facebook cho biết Tập đoàn truyền thông Epoch, chủ của Đại Kỷ Nguyên, đã chi 9,5 triệu đô la cho quảng cáo truyền bá nội dung thông qua các trang tin và nhóm hiện đang bị cấm hoạt động trên Facebook. Đại Kỷ Nguyên và BL phủ nhận có liên quan đến nhau, nhưng Facebook cho hay: Mặc dù những người đứng sau mạng lưới này đã cố gắng che giấu danh tính và sự phối hợp của họ, điều tra của Facebook đã kết nối hoạt động này với Tập đoàn truyền thông Epoch, một tổ chức truyền thông chuyên ủng hộ Pháp luân công tại Hoa Kỳ, và tập đoàn thuê các cá nhân ở Việt Nam làm việc thay mặt họ.